# Peter André
Peter André, właśc. Peter James Andrea (ur. 27 lutego 1973 w Harrow) – brytyjsko–australijski piosenkarz pop, autor tekstów i osobowość medialna.

## Życiorys

### Wczesne lata
Urodził się w Harrow w Londynie jako syn Greków cypryjskich, Thei i Savvasa Andrei. Dzieciństwo spędził w Australii, z czterema starszymi braćmi – Andrew, Chrisem, Dannym i Michaelem oraz starszą siostrą Debbie. Był wychowywany w wierze Świadków Jehowy. Nie należy do żadnej religii, chociaż – jak sam uważa – szanuje to, czego nauczyli go rodzice.

### Kariera
Kiedy miał 14 lat, zajął drugie miejsce za Wade’em Robsonem w konkursie tanecznym, w którym nagrodą było spotkanie z Michaelem Jacksonem. W 1989 został uczestnikiem australijskiego programu talentów Network 10 New Faces (odpowiedniku polskiego programu Szansa na sukces), a po występie w programie zaproponowano mu kontrakt nagraniowy za 146 tys. dolarów. W tym czasie mieszkał w apartamencie przy plaży w Surfers Paradise w City of Gold Coast i uczęszczał do Benowa State High School na Gold Coast.
W 1992 nagrał swój debiutancki singiel „Drive Me Crazy” i przełomowy hit „Gimme Little Sign”. W kolejnych latach wylansował kolejne przeboje: „Mysterious Girl” (1995) „Flava” (1996) i „I Feel You” (1996). Gościł w reality show Hell’s Kitchen (2004). Prowadził program telewizyjny ITV2 Peter Andre: My Life (2011–2013). 

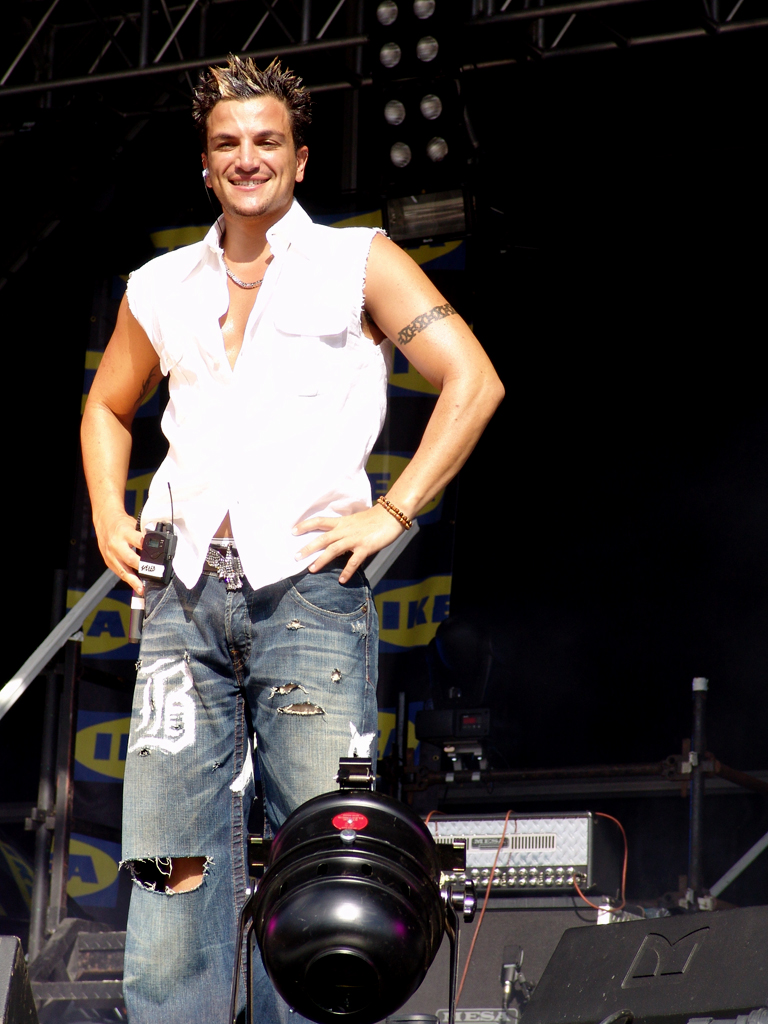
André (2005)

Pojawił się w komedii muzycznej Ricky’ego Gervaisa David Brent: Życie w trasie (David Brent: Life on the Road, 2016), zrealizowanej w konwencji mockumentu. W krótkometrażowym filmie The Inheritance (2018) zagrał postać uzależnionego od heroiny Harry’ego. Użyczył głosu samochodowi wyścigowemu Ace w filmie animowanym Tomek i przyjaciele: Wielki świat! Wielkie przygody! (Thomas & Friends: Big World! Big Adventures!, 2018) i 24. sezonie serialu Tomek i przyjaciele (Thomas the Tank Engine and Friends, 2020). 
W 2019 i w latach 2022–2023 występował w Dominion Theatre jako Vincent Fontaine i Anioł Stróż (specjalista ds. nastolatek) w musicalu Grease. Wystąpił w roli lekarza w krótkometrażowym dramacie kryminalnym Last Respects (2023).

## Życie prywatne
10 września 2005 poślubił modelkę i aktorkę Katie Price, z którą ma dwójkę dzieci: syna Juniora Sawę (ur. 13 czerwca 2005) i córkę Princess Tiáamii Crystal Esther (ur. 29 czerwca 2007). W 2006 zostali tytuł najbardziej irytującej pary roku, którą przyznała im stacja BBC Three; André odmówił przyjęcia nagrody. 8 września 2009 rozwiódł się z Price. 11 lipca 2015 zawarł związek małżeński z Emily MacDonagh, z którą ma dwie córki: Amelię (ur. 7 stycznia 2014) i Arabellę Rose (ur. 2024), i syna Theodore Jamesa (ur. 22 listopada 2016).
22 kwietnia 2007 trafił do szpitala East Surrey Hospital, gdzie zdiagnozowano u niego zapalenie opon mózgowo-rdzeniowych.

## Dyskografia

### Albumy
- 1993 Peter Andre
- 1996 Natural –  poz. 1; złota płyta w Polsce[20]
- 1997 Time –  poz. 28
- 2001 The Greatest Hits
- 2004 The Long Road Back –  poz.  44
- 2005 The Platinum Collection
- 2006 A Whole New World –  poz. 20

### Single
Z albumu Peter Andre:
- 1992 Gimme Little Sign –  poz. 3
- 1993 Funky Junky –  poz. 13
- 1993 Let's Get It On/Do You Wanna Dance? –  poz. 17
- 1994 To The Top –  poz. 46

Z albumu Natural:
- 1995 Turn It Up –  poz. 64
- 1995 Mysterious Girl –  poz. 8,  poz. 53
- 1996 Get Down On It (feat. Past II Present) –  poz. 5
- 1996 Only One –  poz. 16
- 1996 Mysterious Girl (re-issue) –  poz. 2
- 1996 Flava –  poz. 1
- 1996 I Feel You –  poz. 1
- 1997 Natural –  poz. 6

Z albumu Time:
- 1997 All About Us –  poz. 65,  poz. 3
- 1997 Lonely –  poz. 6
- 1998 All Night All Right –  poz. 30,  poz. 16

Z albumu The Long Road Back:
- 2004 Mysterious Girl (2nd re-issue) –  poz. 1
- 2004 Insania –  poz. 3
- 2004 The Right Way –  poz. 14

Z albumu A Whole New World:
- 2006 A Whole New World –  poz. 12

## Nagrody
| Rok  | Nagroda                                                  | Kategoria                                                 | Tytuł                      |
| ---- | -------------------------------------------------------- | --------------------------------------------------------- | -------------------------- |
| 1994 | ARIA Music Awards                                        | Najlepiej sprzedający się singiel                         | „Gimme Little Sign” (1993) |
| 1994 | ARIA Music Awards                                        | Najlepsze wydanie popowe                                  | Peter André (1993)         |
| 1996 | Złota statuetka Bravo Otto, nagroda dwutygodnika „Bravo” | Piosenkarz pop roku                                       | –                          |
| 1997 | ARIA Music Awards                                        | Nagroda za wybitne osiągnięcia                            | –                          |
| 1997 | World Music Award                                        | Najlepiej sprzedający się australijski artysta na świecie | –                          |